# Comuna Frankivka, Ciornobai
Frankivka (în ucraineană Франківка) este o comună în raionul Ciornobai, regiunea Cerkasî, Ucraina, formată din satele Bakaieve și Frankivka (reședința).

## Demografie
Componența lingvistică a comunei Frankivka
     Ucraineană (95,19%)
     Rusă (4,64%)
Conform recensământului din 2001, majoritatea populației comunei Frankivka era vorbitoare de ucraineană (95,19%), existând în minoritate și vorbitori de rusă (4,64%).